# Монтеротондо
Монтеротондо (італ. Monterotondo) — муніципалітет в Італії, у регіоні Лаціо,  метрополійне місто Рим-Столиця.
Монтеротондо розташоване на відстані близько 21 км на північний схід від Рима.
Населення — 40 682 особи (2014).
Щорічний фестиваль відбувається 3 травня. Покровитель — Santi Filippo e Giacomo.

## Демографія
Населення за роками:

Станом на 1 січня 2023 року в муніципалітеті офіційно проживав 5121 іноземець з 107 країн, серед них 2901 громадянин країн Євросоюзу та 188 громадян України.

## Сусідні муніципалітети
- Капена
- Кастельнуово-ді-Порто
- Фонте-Нуова
- Ментана
- Монтелібретті
- Паломбара-Сабіна
- Ріано
- Рим